# Francis Coquelin
Francis Coquelin (født 13. maj 1991 i Laval, Frankrig) er en fransk fodboldspiller, der spiller som midtbanespiller hos den spanske klub Villarreal CF. Han kom til Arsenal i 2008 fra Stade Laval i sit hjemland, som han dog kun repræsenterede på ungdomsniveau.

## Klubkarriere
Efter at have spillet sine ungdomsår hos Stade Laval skiftede Coquelin til Arsenal i sommeren 2008. Hans første kamp for klubbens førstehold kom den 23. september 2008 i en Carling Cup-kamp mod Sheffield United.
I sommeren 2010 skiftede han, på lejekontrakt, til FC Lorient og spillede i Ligue 1 indtil sæsonafslutning 2011. Han optrådte 24 gange og scorede et enkelt mål i sejren over Stade Rennais F.C.
I sommeren 2011 kom han tilbage til Arsenal, og spillede sin Premier League debut mod Manchester United d. 28 August 2011 på Old Trafford En kamp Arsenal tabte 8-2. Han fik forlænget sin kontrakt d. 25. oktober 2012. D. 6 december 2011 fik Coquelin sin UEFA Champions League debut mod Olympiakos på udebane, en kamp som Arsenal tabte med 3-1.
I sæsonen 2012-2013 skiftede Coquelin trøjenummer fra 39 til 22. Hans første opræden i sæsonen var 6-1 sejren hjemme over Southampton.
I 2013-2014 sæsonen blev han lejet ud til SC Freiburg.
3. november 2014 blev Coquelin udlejet til Charlton, men blev hurtigt kaldt tilbage igen (14. december 2014), da Arsenal havde brug for hans assistance på midtbanen, grundet skadeskrise. Den følgende dag (15. december 2014) blev han indskiftet i 4-1 sejren over Newcastle. 28. december 2014 blev Coquelin valgt i startopstillingen mod West Ham. Arsenal vandt 4-1 og Coquelins præstationer cementerede hans plads blandt de startende 11. D. 30. maj 2015 startede han inde i FA Cup Finalen 2015 på Wembley Stadium mod Aston Villa, og var med alle 90 minutter hvor Arsenal vandt 4-0.